# Colonia clonal

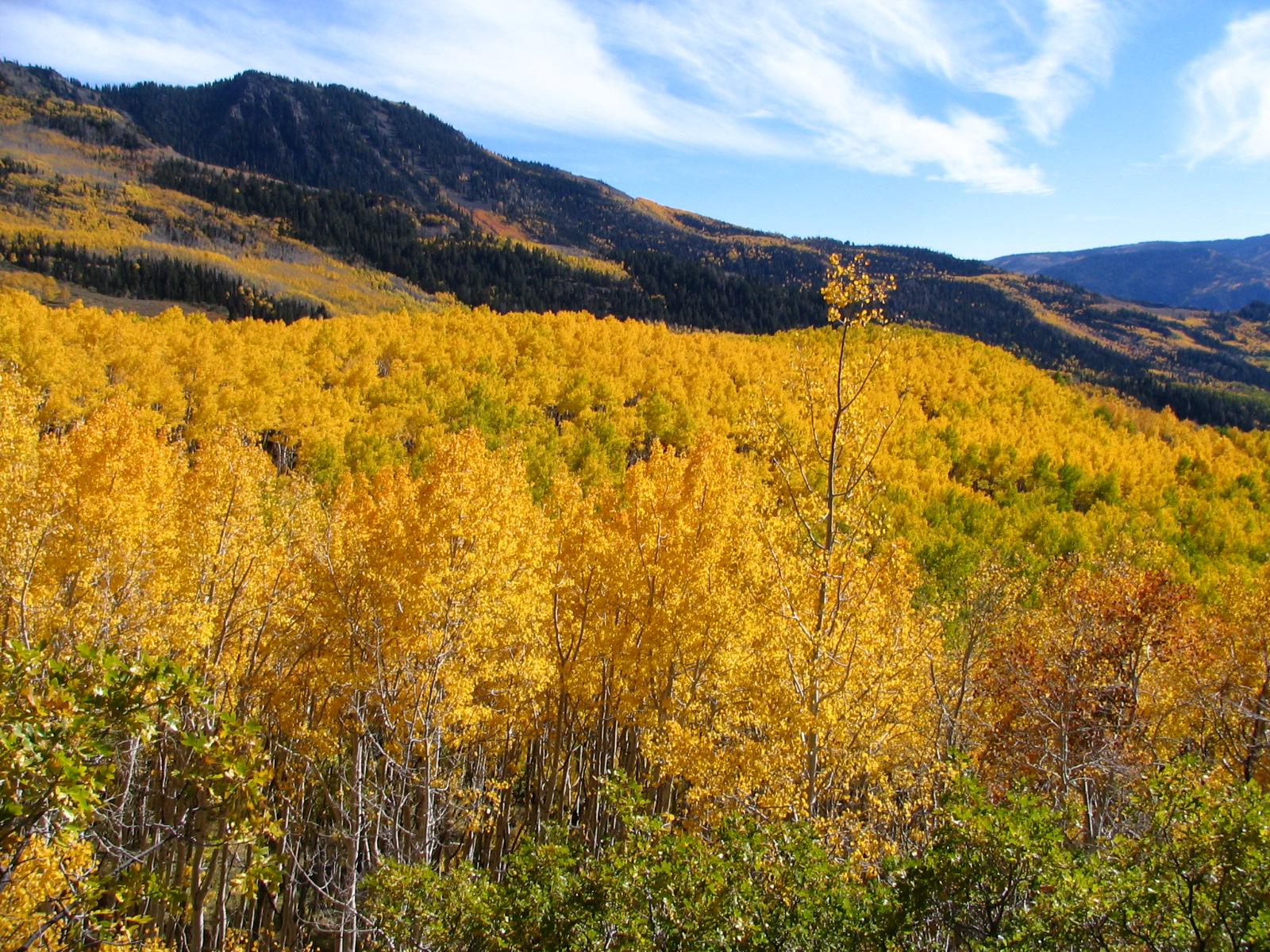
Una colonia clonal de álamos en el bosque nacional Fishlake

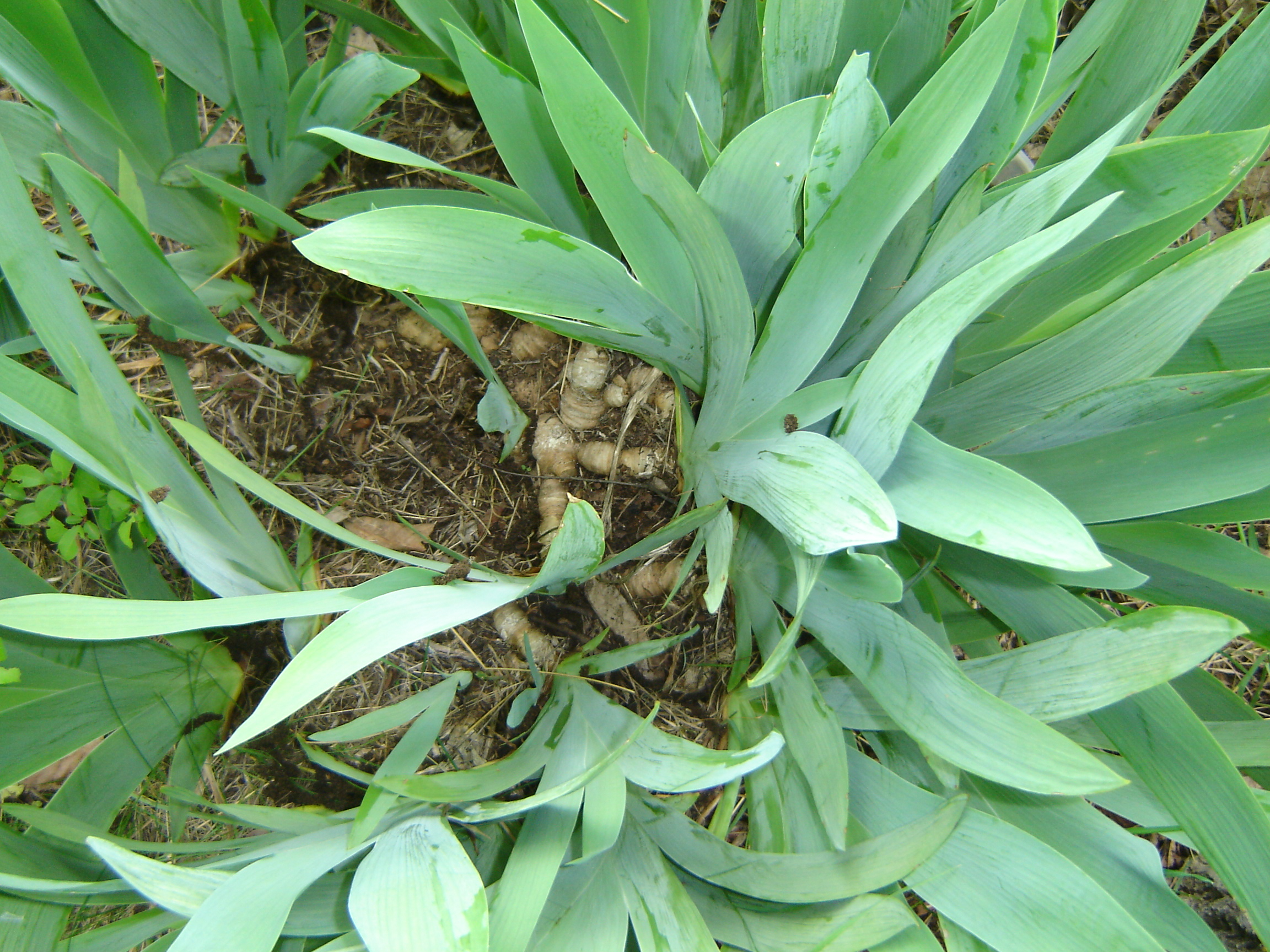
Una colonia clonal de Iris germanica. Nótense los tallos rizomáticos por los que la planta se reproduce.

Una colonia clonal o genet es un grupo de individuos genéticamente idénticos, tales como plantas, hongos o bacterias, que han crecido en un determinado lugar, todos originados de un solo antepasado por reproducción vegetativa, no sexual. En las plantas, un individuo de tal población se conoce como un ramet. En los hongos, los individuos se refieren normalmente a los cuerpos fructíferos visibles u setas que se desarrollan a partir de un micelio común que, aunque se extiende sobre un área grande, permanece oculto en el suelo. Las colonias clonales son colonias biológicas comunes en muchas especies de plantas. Aunque muchas plantas se reproducen sexualmente a través de la producción de semillas, la reproducción se produce por estolones subterráneos o rizomas en algunas plantas. Por encima del suelo, estas plantas parecen ser individuos distintos, pero bajo tierra permanecen interconectadas y son todas clones de la misma planta. Sin embargo, no siempre es fácil reconocer una colonia clonal, especialmente si se extiende bajo tierra y está también reproduciéndose sexualmente. 

## Métodos de establecimiento
Los principales métodos de establecimiento de colonias clonales, según la clase de organismos, son:
- en la mayoría de las plantas leñosas, las colonias clonales pueden surgir por amplias raíces que, a intervalos, envían nuevos brotes, llamados retoños;
- los árboles y arbustos que tengan ramas que lleguen a tocar el suelo pueden formar colonias vía acodos, por ejemplo, el sauce y la morera;
- algunas trepadoras forman naturalmente raíces adventicias en sus tallos, que arraigan en el suelo cuando esos tallos entran en contacto con el suelo, por ejemplo, la hiedra y la vid de trompeta;
- con otras trepadoras, el enraizamiento del tallo cuando los nodos entran en contacto con el suelo puede establecer una colonia clonal, por ejemplo, Wisteria;
- algunos helechos y muchas plantas con flores herbáceas forman a menudo colonias clonales vía tallos subterráneos horizontales, llamados rizomas, por ejemplo, el helecho Matteuccia struthiopteris y solidago;
- un número de plantas con flores herbáceas forman colonias clonales a través de la superficie horizontal, derivando los denominados estolones o corredores, por ejemplo, la fresa y muchas otras hierbas;
- plantas no leñosas con órganos de almacenamiento subterráneos, como bulbos y tubérculos, también pueden formar colonias, por ejemplo, el narciso y el azafrán;
- unas pocas especies de plantas pueden formar colonias vía plántulas adventicias que se forman sobre las hojas, por ejemplo, la Kalanchoe daigremontiana y la Tolmiea menziesii;
- unas pocas especies de plantas pueden formar colonias vía semillas asexuales, llamadas apomixis, como por ejemplo, el diente de león.

## Récord de colonias
Hay un grupo de 47 000 álamos temblones (Populus tremuloides) (apodado «Pando»), de las montañas Wasatch, Utah, EE. UU., que ha demostrado ser un único clon conectado por el sistema radicular y que a veces se considera que es el organismo, por masa, más grande del mundo, ya que abarca 43 ha. Es posible que haya otras colonias clonales desconocidas de árboles que rivalicen o superen ese tamaño.
La única planta conocida de Lomatia Rey (Lomatia tasmanica) en Tasmania es una colonia clonal que se estima tiene 43 600 años. Otro candidato posible de organismo más antiguo en la tierra es un puesto de la marina planta de Posidonia oceanica en el mar Mediterráneo, que podría tener hasta 100 000 años.

## Ejemplos
Cuando las plantas leñosas forman colonias clonales, suelen permanecer conectadas a través del sistema radicular, compartiendo raíces, agua y nutrientes minerales. Unas pocas plantas leñosas, no trepadoras, que forman colonias clonales son:
- Myrica, Myrica pensylvanica;
- robinia negra, 'Robinia pseudoacacia;
- Bladdernut, especies de Staphylea;
- Blueberry, especies de Vaccinium;
- Devil's Club Oplopanax horridus
- Forsythia, especies de Forsythia;
- avellana, especies de Corylus;
- robinia de la miel, Gleditsia triacanthos;
- cafetero de Kentucky, Gymnocladus dioicus;
- Kerria, Kerria japonica;
- Pawpaw, Asimina triloba
- árbol Pando, colonia clonal surgida a partir de un único álamo temblón masculino (Populus tremuloides) localizada en el estado norteamericano de Utah
- Populus, especies dePopulus;
- Sassafras, Sassafras albidum;
- Sumac, especies de Rhus;
- Liquidámbar, Liquidambar styraciflua
- Calycanthus, Calycanthus floridus